# Vologda (řeka)
Vologda (rusky Вологда) je řeka ve Vologdské oblasti v Rusku. Je dlouhá 155 km. Povodí řeky je 3030 km².

## Průběh toku
Tok na horním toku je poměrně rychlý, zatímco na toku dolním velmi pomalý. Ústí zprava do Suchony (povodí Severní Dviny).

### Přítoky
Přítoky jsou Tošňa a Meša.

## Využití
Vodní doprava je možná právě k ústí přítoku Tošňa. Na řece leží město Vologda.